# Pelagie panna
Pelagie panna byla panna a mučednice, pocházela ze syrské Antiochie jako její jmenovkyně Pelagie z Antiochie a spolu s ní má svátek 8. října (21. říjen greg.kal.).

## Život
Panna Pelagie pocházela z urozené antiochijské rodiny za vlády císaře Diocletiana a v křesťanské víře se vyučila u presbytera antiochijského svatého Lukiána. Vládce města se dověděl, že je Pelagie křesťanka a poslal pro ní vojáky, kteří měli dovoleno ji znásilnit. Vojáci přišli a obklopili její dům, Pelagie jim vyšla naproti a požádala je o trochu času, aby se mohla převléknout. Odešla do horní místnosti, oblékla se do nejlepších šatů, pomodlila se k Bohu a chtějíc si zachovat panenství vyskočila z horního okna a odevzdala svého ducha Bohu.
Svaté Pelagii panně bylo patnáct let, když přijala dobrovolnou mučednickou smrt, aby si zachovala svou nedotčenost. Svatý Ambrož, biskup milánský, uvádí Pelagii pannu jako příklad mučednictví a svatý Jan Zlatoústý ji nazývá blaženou mučednicí. Na její počest byl v Antiochii vystavěn chrám a později jiný v Konstantinopoli.